# شوهر دوست‌داشتنی
شوهر دوست‌داشتنی 
(به تلوگویی: Muddula Mogudu) فیلمی محصول سال ۱۹۸۳ و به کارگردانی کوولمودی سوریا پراکاش رائو است. در این فیلم بازیگرانی همچون آکنینی ناگیشور رائو، سری دوی، سارات بابو، سوهاسینی مانیراتنام ایفای نقش کرده‌اند.